# 明治村 (秋田県)
明治村（めいじむら）は、秋田県南部に位置していた村である。

## 沿革
- 1889年4月1日 - 町村制施行に伴い雄勝郡明治村が成立。
- 1955年4月1日 - 明治村が分裂。
  - 大沢地区以外が西馬音内町、元西馬音内村、三輪村、新成村、田代村、仙道村と合併して羽後町となる。
  - 大沢地区が沼館町、福地村、里見村と合併して雄物川町となる。